# 이프니

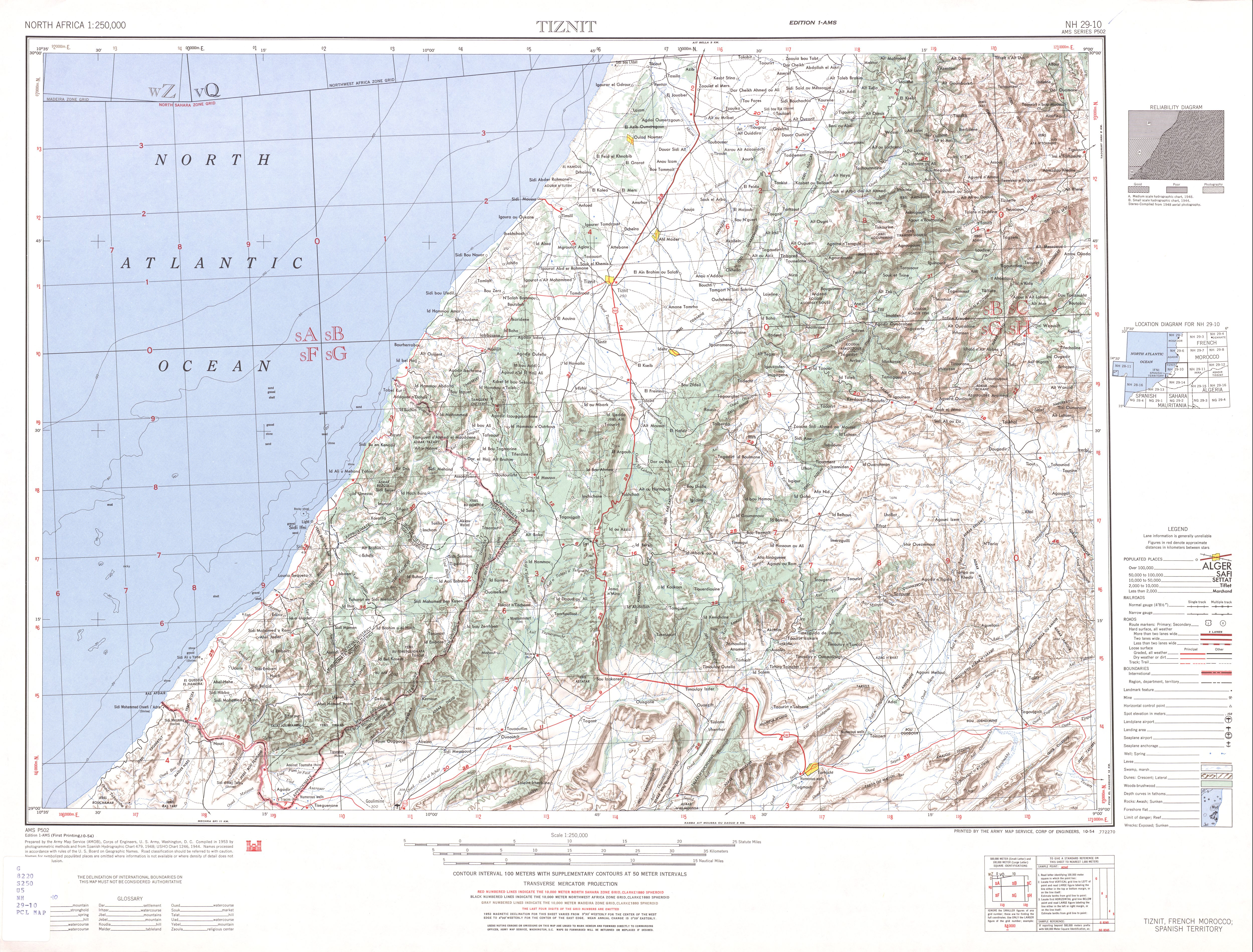
이프니의 경계를 보여주는 지도 (지도에 표시된 날짜: 1953년)

이프니(스페인어: Ifni)는 모로코에 있었던 스페인의 주다. 아가디르 남쪽, 카나리아 제도 맞은편에 있었다. 총 면적은 1,502 km2 (580 mi2)이고 , 1964년 인구는 51,517명이었다. 주요 산업은 어업이었다. 같은 지역에 있는 오늘날의 모로코의 주는 시디이프니주라고 불리며, 주도는 시디이프니며 훨씬 더 넓은 영토다.